# Helmut Hopstätter
Helmut Hopstätter (* 19. Februar 1900 in Breitenheim; † 18. September 1978 in Simmern) war ein deutscher Lehrer und Historiker.

## Leben
Hopstätters Eltern waren der Lehrer Karl Wilhelm Hopstätter und dessen Frau Emilie, geb. Brumm. Helmut Hopstätter besuchte die Volks- und die Lateinschule in Meisenheim sowie die Lehrerbildungsanstalten in Wetzlar und Ottweiler. 1920 legte er die erste Lehrerprüfung ab, anschließend arbeitete er als Volksschullehrer. Von 1939 bis zu seiner Pensionierung 1966 war er an der Evangelischen Volksschule in Simmern tätig. Von 1946 bis 1966 leitete er zudem die Fortbildungsanstalt für Junglehrerinnen und -lehrer im Kreis Simmern. 
Ab 1933 war Hopstätter im NS-Lehrerbund aktiv, am 20. Juni 1937 beantragte er die Aufnahme in die NSDAP und wurde rückwirkend zum 1. Mai desselben Jahres aufgenommen (Mitgliedsnummer 5.312.854). 1939 wurde er Leiter des Hunsrückmuseums in Simmern, bei seiner Auswahl spielte wohl seine politische Linientreue eine Rolle. 1966 gestaltete er die Ausstellung des Museums neu. 1950 belebte er den Hunsrücker Kalender neu, daneben gründete er den Hunsrücker Geschichtsverein neu. Hopstäter verfasste zahlreiche Beiträge zur Heimatgeschichte.

## Ehrungen
- 1973: Bundesverdienstkreuz am Bande

## Veröffentlichungen (Auswahl)
- Wo die Wälder rauschen: ein Beitrag zur Hunsrücker Heimatkunde. Walter, Kirchberg 1938.
- Ein römisches Brandgrab bei Kisselbach (Hunsrück). In: Germania. Bd. 26 (1942), Heft 4, S. 211–213.
- mit Peter Bins und Ludwig Spuhler (Bearb.): Kartenmaterial Heimatatlas Rheinland-Pfalz: der Kulturraum der rheinischen Landschaft. Wenschow, München 1953.
- Führer durch die Sammlungen des Museums in Simmern. Böhmer, Simmern (Hunsrück) 1967 (Schriftenreihe des Hunsrückmuseums in Simmern, Hunsrück; 1).
- Führer zu vor- und frühgeschichtlichen Wehrbauten des Hunsrücks. Simmern (Hunsrück) 1968 (Schriftenreihe des Hunsrückmuseums in Simmern, Hunsrück; 2).
- Das Hunsrückmuseum in Simmern. Mainz 1972.